# スタディオン・ドゥボチツァ
スタディオン・ドゥボチツァ（セルビア語: Стадион Дубочица、英語: Stadion Dubočica）は、セルビア・レスコヴァツにあるサッカー専用スタジアム。2023年8月に開場し、GFKドゥボチツァがホームスタジアムとして使用している。

## 概要
2021年3月、建設予定地にあった老朽化した市営スタジアムの取り壊しが始まり、4ヶ月後に新スタジアムの建設工事が着工した。2023年8月21日、セルビア・プルヴァ・リーガのGFKドゥボチツァ対RFKノヴィ・サド1921の試合でこけら落としが行われ、2-1でホームのGFKドゥボチツァが勝利した。
2023年11月18日、新スタジアムの竣工を記念してセルビア代表対ブルガリア代表のUEFA EURO 2024予選が開催され、2-2の引き分けに終わった。

## 開催された主な大会・試合
- 国際Aマッチ

| 日付           | チーム#1 | 結果 | チーム#2   | ラウンド           |
| -------------- | -------- | ---- | ---------- | ------------------ |
| 2023年11月18日 | セルビア | 2-2  | ブルガリア | UEFA EURO 2024予選 |